# Getasan (Getasan)
Getasan is een bestuurslaag in het regentschap Semarang van de provincie Midden-Java, Indonesië. Getasan telt 2829 inwoners (volkstelling 2010).